# 웨스트 엔드 AFC
웨스트 엔드 AFC(West End Association Football Club)는 뉴질랜드 티머루에 있는 축구단이다. 구단 홈구장은 웨스트 엔드 파크를 사용하고, 사우스 캔터베리 디비전 1에 참가하며 국내 토너먼트 컵인 채텀 컵 역시 참가한다.

## 역사
2009년 처음으로 채텀 컵에 참가하여 리뎀션과의 첫 경기에서 9-0으로 승리한 후 다음 라운드에서 퀸스타운 AFC에 1-8로 패했다. 이후 2014년까지 채텀 컵에 참가하지 않았다.
이후 2017년이 되어서야 다시 대회에 참가하여 예선 라운드에서 티머루 티슬 AFC를 상대로 첫 승리를 거둔 후 1라운드에서 퀸즈 파크를 5-2로 이기고 2라운드까지 진출했다. 2018년 웨스트엔드는 다시 2라운드까지 진출하게 된다. 2019에는 3라운드에 진출에 성공했다. 하지만 3라운드에서 결국 패하게 되었지만 상대팀 선수 중 부적격 선수가 포함되어 있었기  때문에 뉴질랜드 풋볼은 결과를 뒤집고 웨스트  엔드를 4라운드로 진출시겼다.그러나 4라운드에서 7-1로 패하며 대회를 마감했다.2021년 채텀 컵에 참가하며 매년 계속해서 대회 참가를 이어가고 있다.

웨스트 엔드는 1950년대와 1960년대에 사우스 캔터베리에서 여러 번 우승했으며, 특히 1964년부터 1967년까지 연속 4번 우승을 기록했다 1989년에 다시 타이틀을 획득했고, 1990년대에 4년 동안 3개의 타이틀을 더 획득했다. 그런 다음 18년 만인 2017년에 또 다른 사우스 캔터베리 타이틀을 다시 획득했다.